# Daan Olivier
Daan Olivier (Oegstgeest, 24 novembre 1992) è un ex ciclista su strada olandese, professionista dal 2014 al 2019.

## Palmarès

### Altri successi
- 2010 (Juniores)

2ª tappa Liège-La Gleize (Thimister, cronosquadre)
- 2012 (Rabobank Continental Team/Rabobank)

Classifica giovani Tour de Bretagne
1ª tappa Internationale Thüringen Rundfahrt (Sangerhausen, cronosquadre)
Classifica giovani Internationale Thüringen Rundfahrt
Classifica giovani Tour de l'Ain
- 2014 (Giant-Shimano)

Classifica giovani Vuelta a Burgos

## Piazzamenti

### Grandi Giri
- Vuelta a España

2017: 59º

### Classiche monumento
- Liegi-Bastogne-Liegi

2014: 55º
- Giro di Lombardia

2014: ritirato
2017: 92º
2018: 83º

### Competizioni mondiali
- Campionati del mondo su strada

Offida 2010 - In linea Junior: 16º
Valkenburg 2012 - Cronosquadre: 30º
Valkenburg 2012 - In linea Under-23: 75º